# Perruche de l'Himalaya
Psittacula himalayana
Espèce
Statut de conservation UICN

 LC  : Préoccupation mineure
Statut CITES
La Perruche de l'Himalaya (Psittacula himalayana) ou Perruche à tête ardoisée, est une espèce d'oiseau appartenant à la famille des Psittacidae.

## Description
Cet oiseau se distingue de la Perruche à tête de prune par la couleur de la tête gris violacé et une taille plus grande (environ 40 cm de longueur au lieu de 33 ou 34).

## Répartition
Elle vit dans l'Himalaya entre 1 350 et 2 500 m. L'aire de répartition de la perruche de l'Himalaya correspond au versant sud de l'Himalaya, la perruche de l'Himalaya vit essentiellement en Inde, au Népal et au Bhoutan, une petite population vit au nord-est du Myanmar. Cette espèce est présente depuis les collines et les contreforts du Jammu jusqu'aux vallées montagneuses de l'est de l'état indien d'Arunachal Pradesh